# Julien Watrin
Julien Watrin (ur. 27 czerwca 1992 w Virton) – belgijski lekkoatleta, sprinter.
Specjalizuje się w biegu na 400 metrów, choć początkowo startował na krótszych dystansach. Największe sukcesy odniósł w sztafecie 4 × 400 metrów, w której został mistrzem Europy w 2016 i trzykrotnie halowym mistrzem Europy w 2015, 2019 (za każdym razem z Watrinem biegli Jonathan Borlée, Kévin Borlée i Dylan Borlée) i 2023 (wraz z nim biegli Kévin Borlée, Dylan Borlée i Alexander Doom).

## Osiągnięcia
| Rok  | Impreza                                 | Miejsce        | Konkurencja                 | Lokata               | Wynik           | Źródło |
| ---- | --------------------------------------- | -------------- | --------------------------- | -------------------- | --------------- | ------ |
| 2009 | Olimpijski festiwal młodzieży           | Tampere        | bieg na 200 m               | 1. miejsce           | 21,06           | [ 2 ]  |
| 2009 | Olimpijski festiwal młodzieży           | Tampere        | bieg na 100 m               | 2. miejsce           | 10,82           | [ 2 ]  |
| 2009 | Olimpijski festiwal młodzieży           | Tampere        | sztafeta 4 × 100 m          | 3. miejsce           | 41,69           | [ 2 ]  |
| 2010 | Mistrzostwa świata juniorów             | Moncton        | bieg na 100 m               | 7. miejsce           | 10,56           | [ 3 ]  |
| 2010 | Mistrzostwa świata juniorów             | Moncton        | bieg na 200 m               | półfinał             | 21,12           | [ 3 ]  |
| 2010 | Mistrzostwa świata juniorów             | Moncton        | sztafeta 4 × 100 m          | eliminacje           | 40,43           | [ 3 ]  |
| 2011 | Mistrzostwa Europy juniorów             | Tallinn        | bieg na 200 m               | DNF                  |                 | [ 4 ]  |
| 2013 | Młodzieżowe mistrzostwa Europy          | Tampere        | sztafeta 4 × 400 m          | 2. miejsce           | 3:04,90         | [ 5 ]  |
| 2013 | Igrzyska frankofońskie                  | Nicea          | bieg na 200 m               | 4. miejsce           | 21,56           | [ 6 ]  |
| 2013 | Igrzyska frankofońskie                  | Nicea          | sztafeta 4 × 100 m          | 3. miejsce           | 39,58           | [ 6 ]  |
| 2014 | IAAF World Relays                       | Nassau         | sztafeta 4 × 400 m          | 1. miejsce (Finał B) | 3:02,97         | [ 7 ]  |
| 2014 | Mistrzostwa Europy                      | Zurych         | bieg na 400 m               | eliminacje           | 46,31           | [ 8 ]  |
| 2014 | Mistrzostwa Europy                      | Zurych         | sztafeta 4 × 400 m          | 6. miejsce           | 3:02,60         | [ 8 ]  |
| 2015 | Halowe mistrzostwa Europy               | Praga          | sztafeta 4 × 400 m          | 1. miejsce           | 3:02,87         | [ 9 ]  |
| 2015 | IAAF World Relays                       | Nassau         | sztafeta 4 × 400 m          | 3. miejsce           | 2:59,33         | [ 10 ] |
| 2016 | Mistrzostwa Europy                      | Amsterdam      | bieg na 400 m               | półfinał             | 45,76           | [ 11 ] |
| 2016 | Mistrzostwa Europy                      | Amsterdam      | sztafeta 4 × 400 m          | 1. miejsce           | 3:01,10         | [ 11 ] |
| 2016 | Igrzyska olimpijskie                    | Rio de Janeiro | sztafeta 4 × 400 m          | 4. miejsce           | 2:58,52         | [ 1 ]  |
| 2017 | Halowe mistrzostwa Europy               | Belgrad        | sztafeta 4 × 400 m          | 2. miejsce           | 3:07,80         | [ 12 ] |
| 2017 | IAAF World Relays                       | Nassau         | sztafeta 4 × 400 m          | 2. miejsce (Finał B) | 3:07,14         | [ 13 ] |
| 2018 | Mistrzostwa Europy                      | Berlin         | sztafeta 4 × 400 m          | 1. miejsce           | 2:59,47 (elim.) | [ 14 ] |
| 2019 | Halowe mistrzostwa Europy               | Glasgow        | sztafeta 4 × 400 m          | 1. miejsce           | 3:06,27         | [ 15 ] |
| 2019 | IAAF World Relays                       | Jokohama       | sztafeta 4 × 400 m          | 3. miejsce           | 3:03,70 (elim.) | [ 16 ] |
| 2019 | Mistrzostwa świata                      | Doha           | sztafeta 4 × 400 m          | 3. miejsce           | 2:58,78 (elim.) |        |
| 2022 | Halowe mistrzostwa świata               | Belgrad        | sztafeta 4 × 400 m          | 1. miejsce           | 3:06,52         |        |
| 2022 | Halowe mistrzostwa świata               | Belgrad        | bieg na 400 m               | półfinał             | 46,54           |        |
| 2022 | Mistrzostwa świata                      | Eugene         | bieg na 400 m przez płotki  | półfinał             | 49,52           |        |
| 2022 | Mistrzostwa świata                      | Eugene         | sztafeta 4 × 400 m          | 3. miejsce           | 2:58,72         |        |
| 2022 | Mistrzostwa Europy                      | Monachium      | bieg na 400 m przez płotki  | 6. miejsce           | 48,98           |        |
| 2022 | Mistrzostwa Europy                      | Monachium      | sztafeta 4 × 400 m          | 2. miejsce           | 2:59,49         |        |
| 2023 | Halowe mistrzostwa Europy               | Stambuł        | bieg na 400 m               | 2. miejsce           | 45,44           | [ 17 ] |
| 2023 | Halowe mistrzostwa Europy               | Stambuł        | sztafeta 4 × 400 m          | 1. miejsce           | 3:05,84         | [ 17 ] |
| 2023 | I dywizja drużynowych mistrzostw Europy | Chorzów        | bieg na 400 m przez płotki  | 5. miejsce           | 49,56           |        |
| 2023 | Mistrzostwa świata                      | Budapeszt      | bieg na 400 m przez płotki  | półfinał             | 48,94           |        |
| 2023 | Mistrzostwa świata                      | Budapeszt      | sztafeta 4 × 400 m          | eliminacje           | 3:00,33         |        |
| 2025 | Halowe mistrzostwa Europy               | Apeldoorn      | sztafeta 4 × 400 m          | 3. miejsce           | 3:05,18         |        |
| 2025 | Halowe mistrzostwa Europy               | Apeldoorn      | sztafeta mieszana 4 × 400 m | 2. miejsce           | 3:16,19         |        |
| 2025 | World Athletics Relays                  | Kanton         | sztafeta mieszana 4 × 400 m | 6. miejsce           | 3:16,45         |        |

## Rekordy życiowe
- Bieg na 100 metrów – 10,39 (3 lipca 2010, Mannheim) / 10,31w (20 lipca 2010, Moncton)
- Bieg na 200 metrów – 20,80 (21 lipca 2013, Bruksela) / 20,76w (14 sierpnia 2021, La Chaux-de-Fonds)
- Bieg na 400 metrów – 45,56 (14 sierpnia 2021, La Chaux-de-Fonds)
- Bieg na 400 metrów (hala) – 45,44 (4 marca 2023, Stambuł) rekord Belgii[18]
- Bieg na 400 metrów przez płotki – 48,66 (2 września 2022, Bruksela) rekord Belgii

20 sierpnia 2016 w Rio de Janeiro belgijska sztafeta 4 × 400 metrów w składzie Julien Watrin, Jonathan Borlée, Dylan Borlée i Kévin Borlée ustanowiła czasem 2:58,52 rekord kraju na tym dystansie, który przetrwał do 2021.